# 熱塔萊市鎮

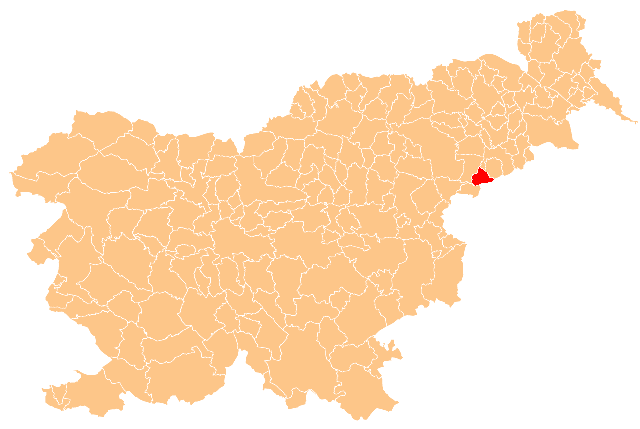
熱塔萊市鎮於斯洛維尼亞的位置

熱塔萊市鎮是斯洛文尼亞東北部的一個市镇，行政中心为熱塔萊。面積38.0平方公里，2002年人口1364。人口密度約36人/km2。

## 外部連結
- 官方网站  （斯洛文尼亚文）
- Žetale on Geopedia （页面存档备份，存于）